# Franz Ludwig Fleck

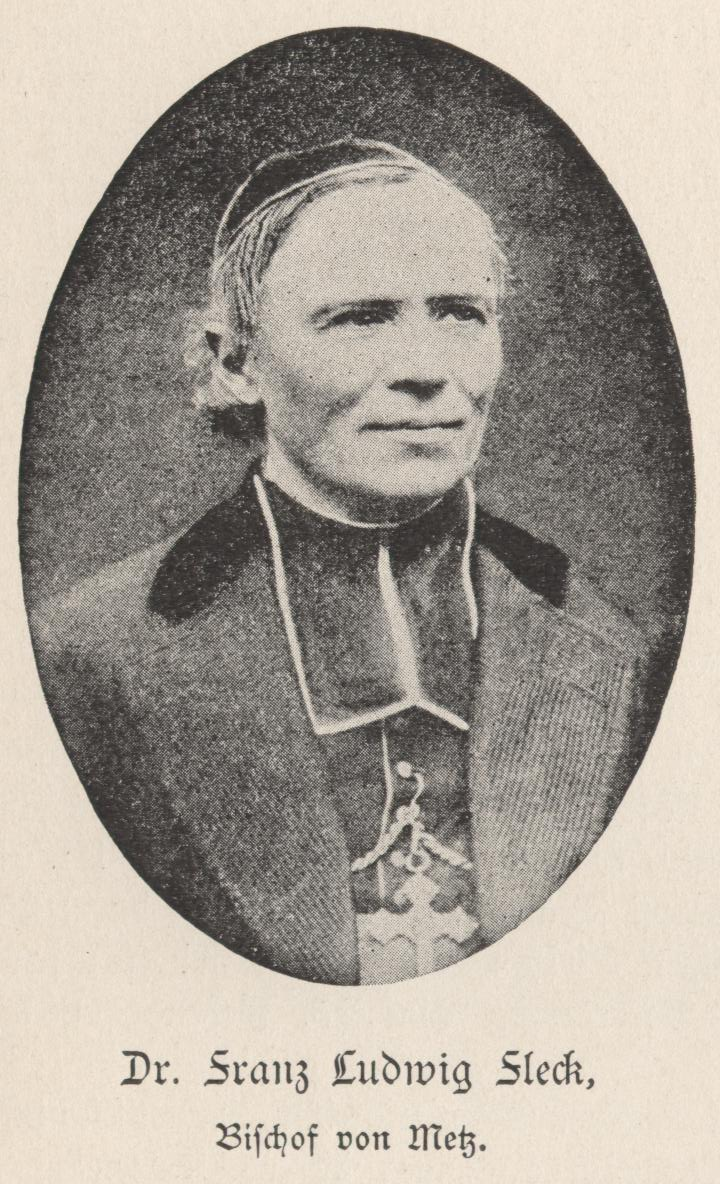
Msgr. Franz Ludwig Fleck, Bischof von Metz

Bischofswappen Franz Ludwig Fleck, Bischof von Metz

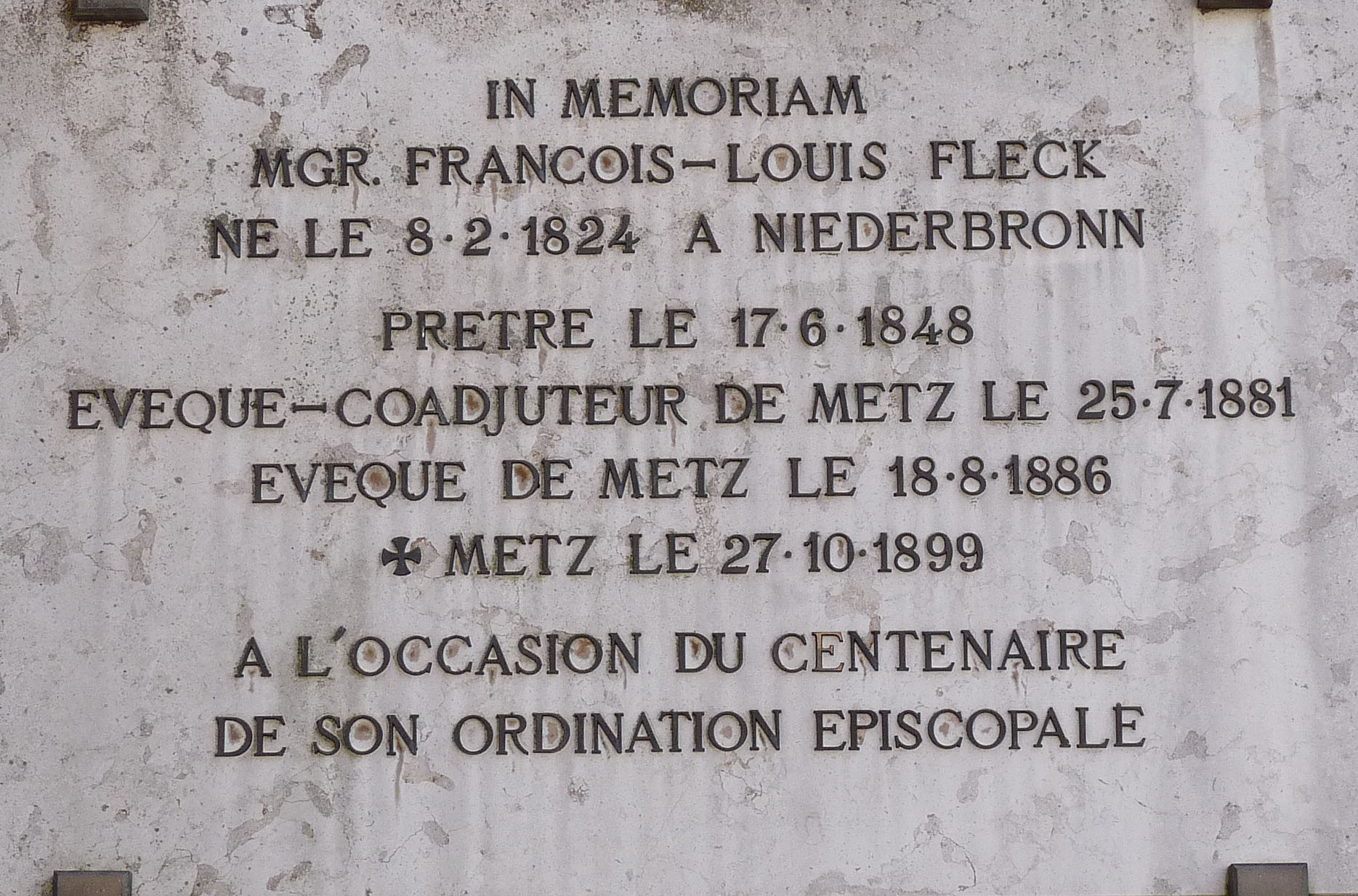
Gedenkplakette zum 100-jährigen Bischofsjubiläum in St. Martin, Niederbronn

Franz Ludwig Fleck (auch François Louis Fleck) (* 8. Februar 1824 in Niederbronn (jetzt Niederbronn-les-Bains), Elsass; † 27. Oktober 1899 in Metz, Lothringen) war der 100. Bischof des Bistums Metz.

## Leben
Fleck erhielt die Priesterweihe am 17. Juni 1848 in Metz. Seine erste Stelle war die als Kaplan zu Bolchen (jetzt Boulay-Moselle), danach avancierte er zum Rektor (Aumonier) des Mädchenpensionats Rüsdorf (jetzt Rustroff) bei Sierck, schließlich wurde er Pfarrer zu Walmen (jetzt Valmont) bei St. Avold. Danach erhielt er die Anstellung als Erzpriester in Busendorf (heute Bouzonville) und zuletzt als Stadtpfarrer in Metz, St. Martin.
Letztlich berief man ihn als Sekretär in die Bischöfliche Kurie von Metz. Am 13. Mai 1881 wurde er zum Koadjutor des Bischofs von Metz mit dem Recht der Nachfolge und zum Titularbischof von Sion ernannt. Die Bischofsweihe erteilte ihm der Metzer Bischof Paul Georg Marie du Pont des Loges, dem er bei dessen Tod, am 18. August 1886, als 100. Bischof von Metz im Amt nachfolgte. Bischof Fleck spendete am 21. Juli 1891 Adolf Fritzen, dem neuernannten Oberhirten von Straßburg, die Bischofsweihe und weihte am gleichen Tag auch dessen erwählten Weihbischof, Karl Marbach, zum Titularbischof von Paphus. Bischof Franz Ludwig Fleck starb am 27. Oktober 1899 in Metz. Der Wunschkandidat des Kaisers für seine Nachfolge als Metzer Bischof war Franz Zorn von Bulach. Das wollte Papst Leo XIII. nicht. Kaiser Wilhelm II. setzte dann den reichsdeutschen Benediktiner und preußischen Untertanen Willibrord Benzler durch, der aber bald die Achtung seiner Diözesanen gewann, da er die Interessen Elsaß-Lothringens nachhaltig verteidigte.
Die Grünstadter Zeitung vom 9. November 1899 berichtet, dass am 6. November, vormittags 10 Uhr, in der Kathedrale von Metz, die Beisetzung von Bischof Fleck stattgefunden und Bischof Korum von Trier, in Anwesenheit zahlreicher deutscher und französischer Bischöfe, die Leichenpredigt auf Deutsch und Französisch gehalten habe.